# Revsunds, Brunflo och Näs tingslag
Revsunds, Brunflo och Näs tingslag var ett tingslag i Jämtlands län.  Tingslaget omfattade delar av södra Jämtland öster om Södra Storsjöflaket och ligger i dag i delar av Bergs kommun, Bräcke kommun och Östersunds kommun. År 1934 hade tingslaget 17 175 invånare på en yta av 3 643 km², varav land 3 164. Tingsplats var från 1917 Östersund, innan dess vid Gällö station i Ubyn.
Revsunds, Brunflo och Näs tingslag bildades år 1906, genom en sammanslagning mellan de tre tidigare tingslagen Revsunds tingslag, Brunflo tingslag samt Hackås och Näs tingslag. År 1948 slogs Revsunds, Brunflo och Näs tingslag tingslag samman med Ragunda tingslag och bildade Jämtlands östra domsagas tingslag.
Tingslaget ingick i Jämtlands östra domsaga

## Socknar
Revsunds, Brunflo och Näs tingslag omfattade tio socknar. 
Hörde före 1906 till Revsunds tingslag
- Bodsjö socken
- Bräcke socken
- Nyhems socken
- Revsunds socken
- Sundsjö socken

Hörde före 1906 till Brunflo tingslag
- Brunflo socken
- Lockne socken
- Marieby socken

Hörde före 1906 till Hackås och Näs tingslag
- Hackås socken
- Näs socken